# Marmeaux
Marmeaux est une commune française située dans le département de l'Yonne en région Bourgogne-Franche-Comté.

## Géographie

### Climat
Pour des articles plus généraux, voir Climat de la Bourgogne-Franche-Comté et Climat de l'Yonne.
En 2010, le climat de la commune est de type climat des marges montargnardes, selon une étude du Centre national de la recherche scientifique s'appuyant sur une série de données couvrant la période 1971-2000. En 2020, Météo-France publie une typologie des climats de la France métropolitaine dans laquelle la commune est exposée à un climat océanique altéré et est dans la région climatique  Lorraine, plateau de Langres, Morvan, caractérisée par un hiver rude (1,5 °C), des vents modérés et des brouillards fréquents en automne et hiver. 
Pour la période 1971-2000, la température annuelle moyenne est de 10,4 °C, avec une amplitude thermique annuelle de 15,9 °C. Le cumul annuel moyen de précipitations est de 888 mm, avec 12,9 jours de précipitations en janvier et 8,4 jours en juillet. Pour la période 1991-2020, la température moyenne annuelle observée sur la station météorologique de Météo-France la plus proche, « St André », sur la commune de Saint-André-en-Terre-Plaine à 12 km à vol d'oiseau, est de 11,3 °C et le cumul annuel moyen de précipitations est de 849,9 mm. 
La température maximale relevée sur cette station est de 41,3 °C, atteinte le 24 juillet 2019 ; la température minimale est de −16 °C, atteinte le 20 décembre 2009,,. 
Les paramètres climatiques de la commune ont été estimés pour le milieu du siècle (2041-2070) selon différents scénarios d'émission de gaz à effet de serre à partir des nouvelles projections climatiques de référence DRIAS-2020. Ils sont consultables sur un site dédié publié par Météo-France en novembre 2022.

## Urbanisme

### Typologie
Au 1er janvier 2024, Marmeaux est catégorisée commune rurale à habitat dispersé, selon la nouvelle grille communale de densité à sept niveaux définie par l'Insee en 2022.
Elle est située hors unité urbaine. Par ailleurs la commune fait partie de l'aire d'attraction d'Avallon, dont elle est une commune de la couronne,. Cette aire, qui regroupe 74 communes, est catégorisée dans les aires de moins de 50 000 habitants,.

### Occupation des sols
L'occupation des sols de la commune, telle qu'elle ressort de la base de données européenne d’occupation biophysique des sols Corine Land Cover (CLC), est marquée par l'importance des territoires agricoles (63,7 % en 2018), une proportion identique à celle de 1990 (63,7 %). La répartition détaillée en 2018 est la suivante : 
terres arables (50,3 %), forêts (36,3 %), prairies (10,5 %), zones agricoles hétérogènes (2,9 %). L'évolution de l’occupation des sols de la commune et de ses infrastructures peut être observée sur les différentes représentations cartographiques du territoire : la carte de Cassini (XVIIIe siècle), la carte d'état-major (1820-1866) et les cartes ou photos aériennes de l'IGN pour la période actuelle (1950 à aujourd'hui).

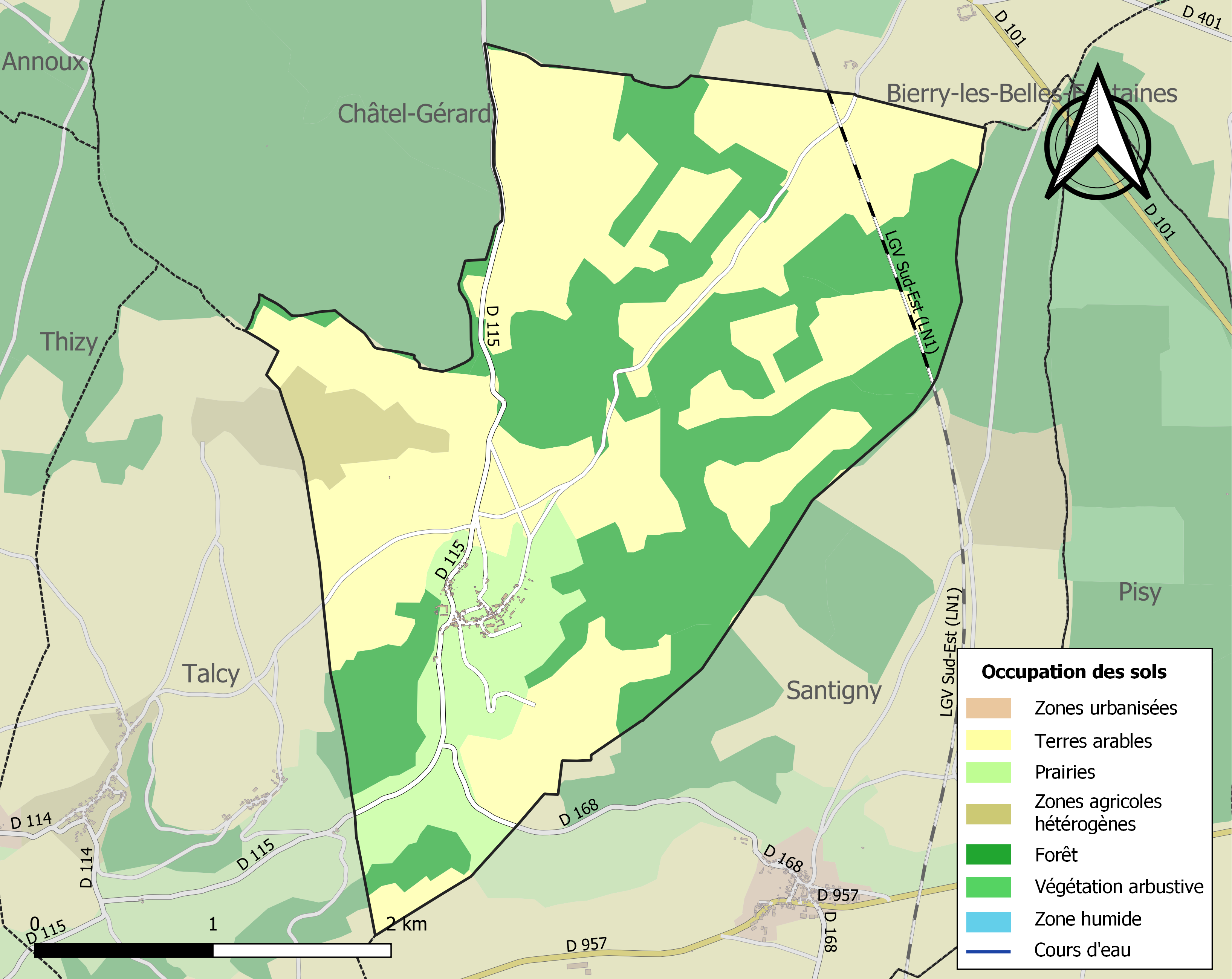
Carte des infrastructures et de l'occupation des sols de la commune en 2018 (CLC).

## Histoire
On a retrouvé des vestiges remontant à l'époque gallo-romaine : tuiles à rebords (vers la fontaine Saint-Martin et près d'une ferme, au bas du village).
On trouve la trace de Marmeaux sous les noms de Marmellae ou Marmaicus.
Au Moyen Âge, la paroisse de Marmeaux dépendait du diocèse de Langres, puis le patronage fut donné au XIIe siècle à l'Abbé de Moutiers-Saint-Jean.
Le chevalier Jean de Marmeaux vendit en 1270 ce qu'il possédait dans le village au duc de Bourgogne. Plus tard, les terres furent en possession des seigneurs de Montréal puis de Chastellux. Elles dépendirent également du marquisat de Ragny.

## Politique et administration
| Période   | Période   | Identité          | Étiquette | Qualité |
| --------- | --------- | ----------------- | --------- | ------- |
| mars 1989 | mars 2020 | Rémy Guichard     | PCF       |         |
| mars 2020 | en cours  | François CAMBURET |           |         |

## Démographie
L'évolution du nombre d'habitants est connue à travers les recensements de la population effectués dans la commune depuis 1793. Pour les communes de moins de 10 000 habitants, une enquête de recensement portant sur toute la population est réalisée tous les cinq ans, les populations de référence des années intermédiaires étant quant à elles estimées par interpolation ou extrapolation. Pour la commune, le premier recensement exhaustif entrant dans le cadre du nouveau dispositif a été réalisé en 2005.

En 2022, la commune comptait 84 habitants, en évolution de −7,69 % par rapport à 2016 (Yonne : −1,95 %, France hors Mayotte : +2,11 %).
| 1793 | 1800 | 1806 | 1821 | 1831 | 1836 | 1841 | 1846 | 1851 |
| ---- | ---- | ---- | ---- | ---- | ---- | ---- | ---- | ---- |
| 330  | 275  | 274  | 254  | 261  | 245  | 287  | 249  | 257  |

| 1856 | 1861 | 1866 | 1872 | 1876 | 1881 | 1886 | 1891 | 1896 |
| ---- | ---- | ---- | ---- | ---- | ---- | ---- | ---- | ---- |
| 266  | 271  | 299  | 242  | 213  | 223  | 229  | 213  | 200  |

| 1901 | 1906 | 1911 | 1921 | 1926 | 1931 | 1936 | 1946 | 1954 |
| ---- | ---- | ---- | ---- | ---- | ---- | ---- | ---- | ---- |
| 188  | 184  | 152  | 133  | 143  | 132  | 117  | 119  | 112  |

| 1962 | 1968 | 1975 | 1982 | 1990 | 1999 | 2005 | 2006 | 2010 |
| ---- | ---- | ---- | ---- | ---- | ---- | ---- | ---- | ---- |
| 118  | 91   | 84   | 67   | 67   | 83   | 78   | 78   | 81   |

| 2015 | 2020 | 2022 | - | - | - | - | - | - |
| ---- | ---- | ---- | - | - | - | - | - | - |
| 89   | 83   | 84   | - | - | - | - | - | - |

## Lieux et monuments
- Église Saint-Michel : la première église de Marmeaux fut donnée au XIIe siècle par l’évêque de Langres à l’abbaye de Moutiers-Saint-Jean.

L’église actuelle, plus récente, n’a conservé de ces périodes anciennes que les quatre piliers et les arcades en plein cintre qui soutiennent le clocher.
Une petite chapelle porte une pierre tombale datée de 1652.
La nef fut reconstruite en 1806 et restaurée en 1856.
- Ferme modèle édifiée par François Garnier[réf. nécessaire].
- Monument aux morts de la guerre 1914-1918 signé Edme Marie Cadoux[réf. nécessaire].
- Lavoir.

Monuments à Marmeaux
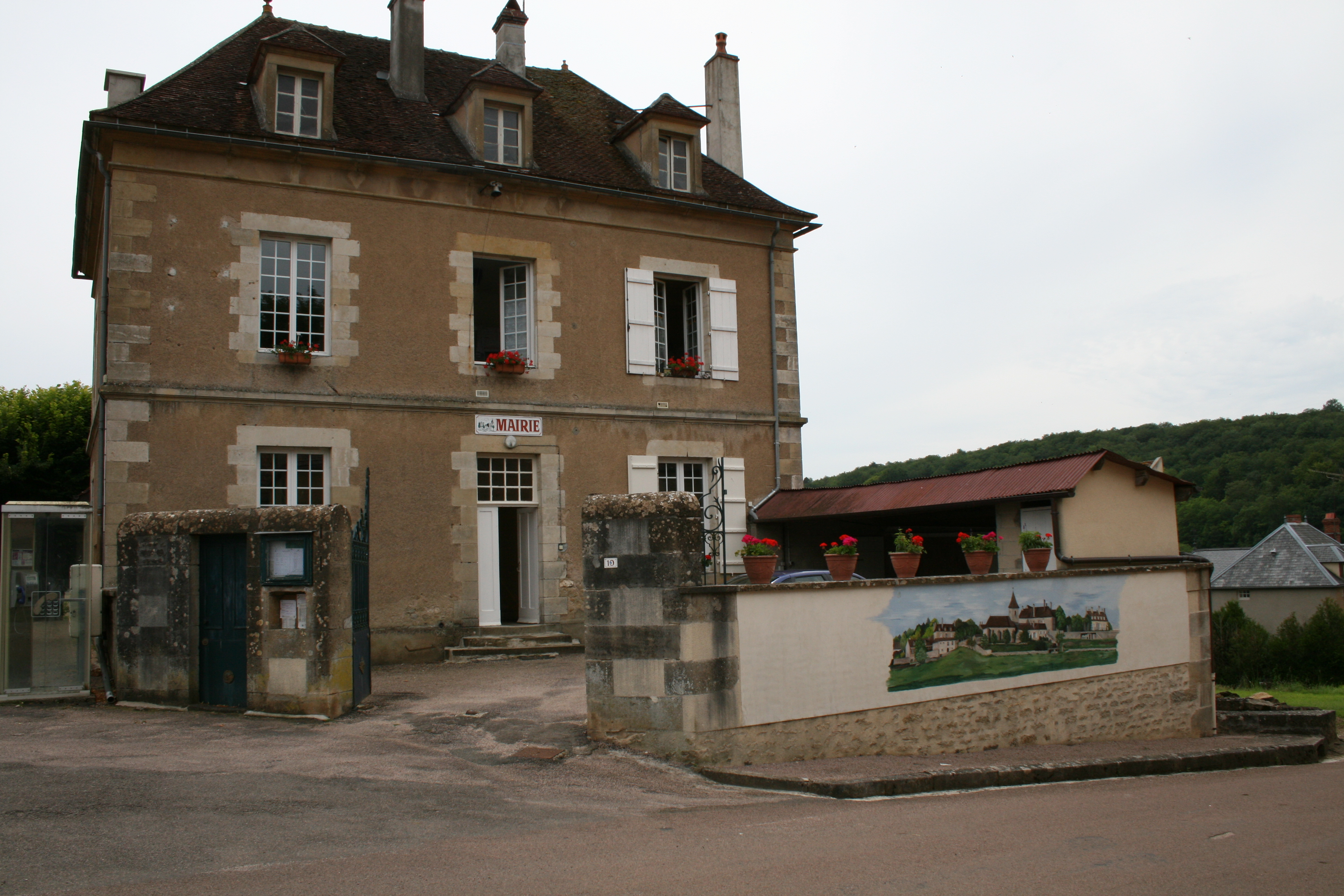
Mairie.
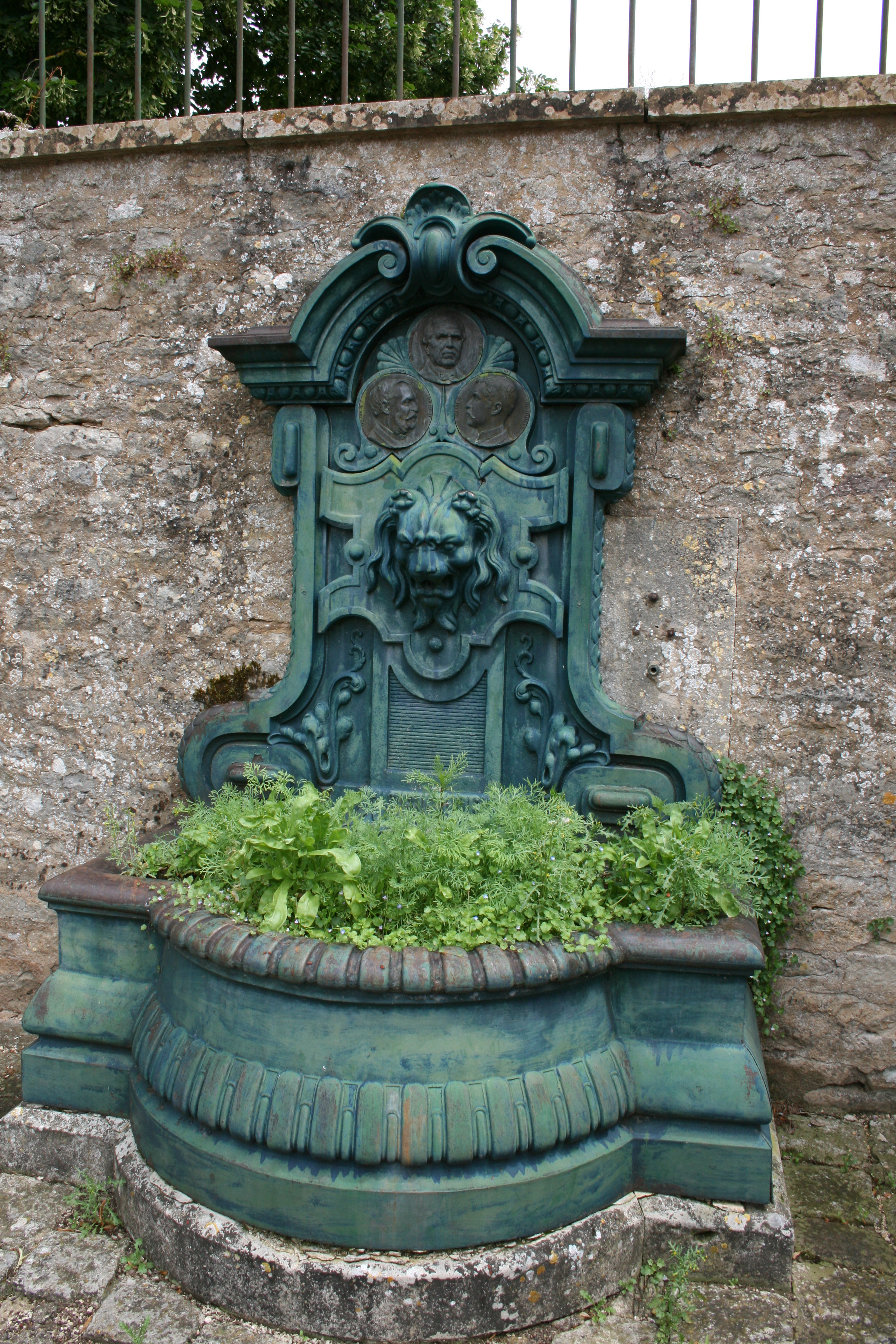
Fontaine Garnier.
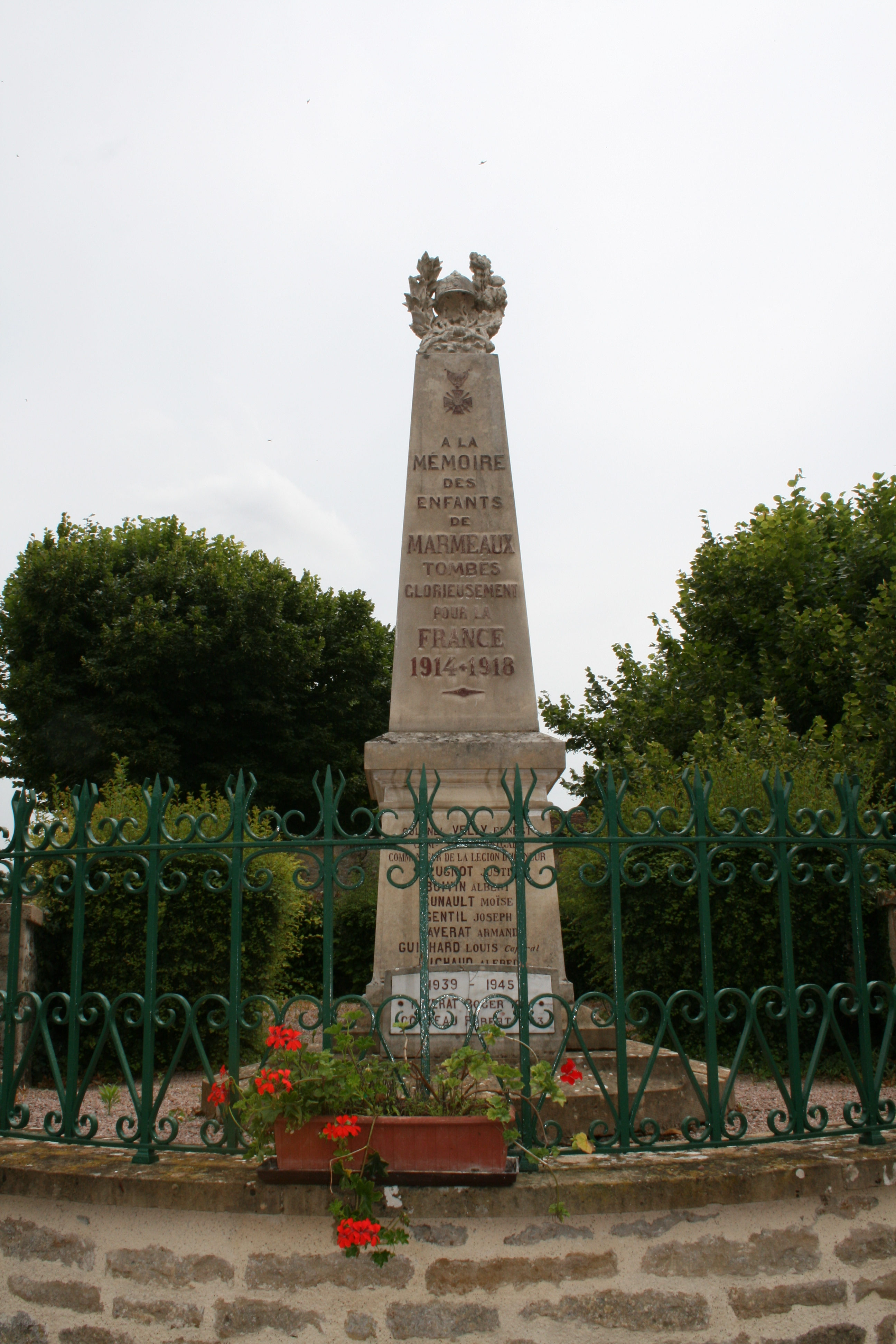
Monument aux morts.
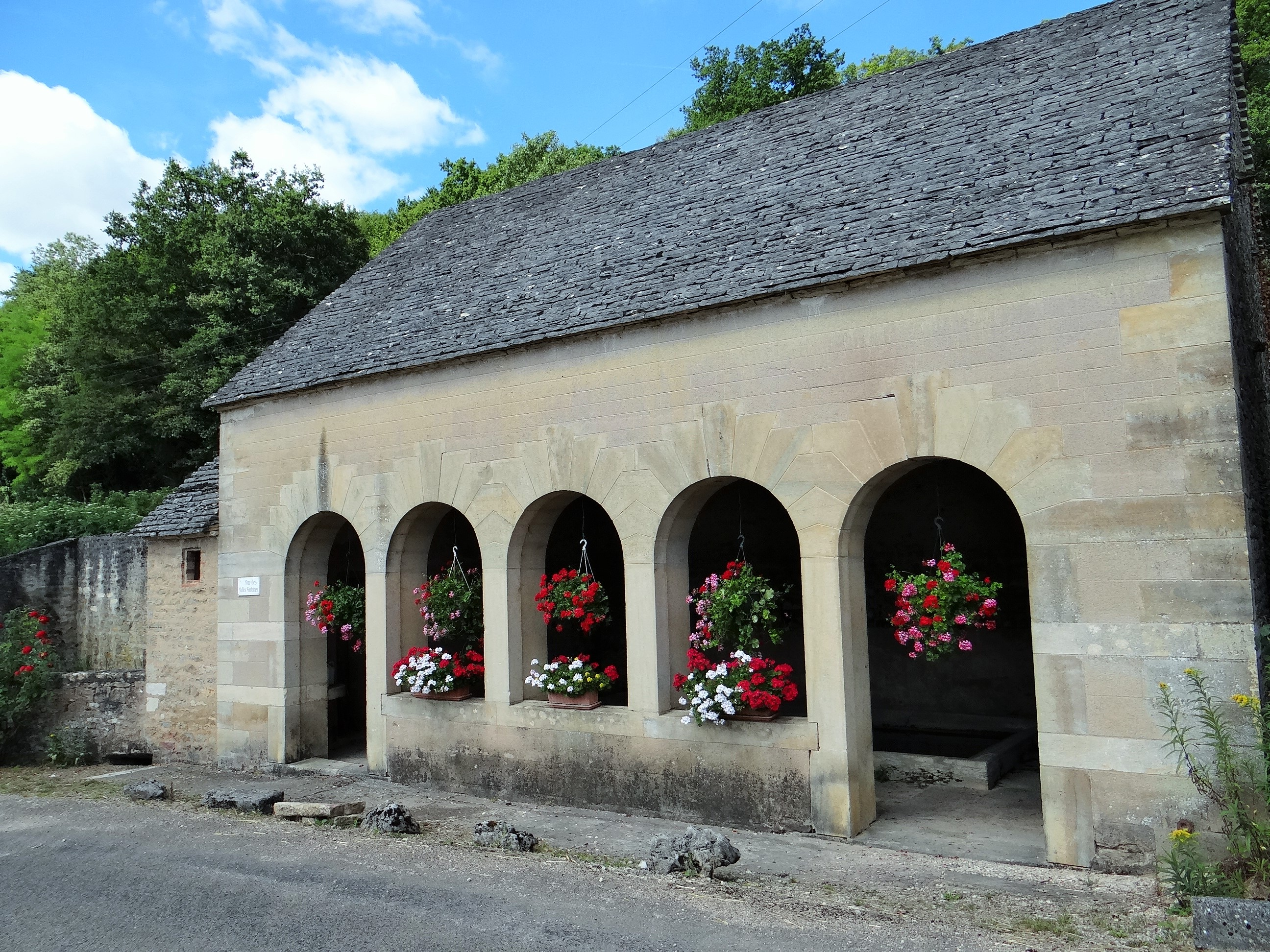
Lavoir.
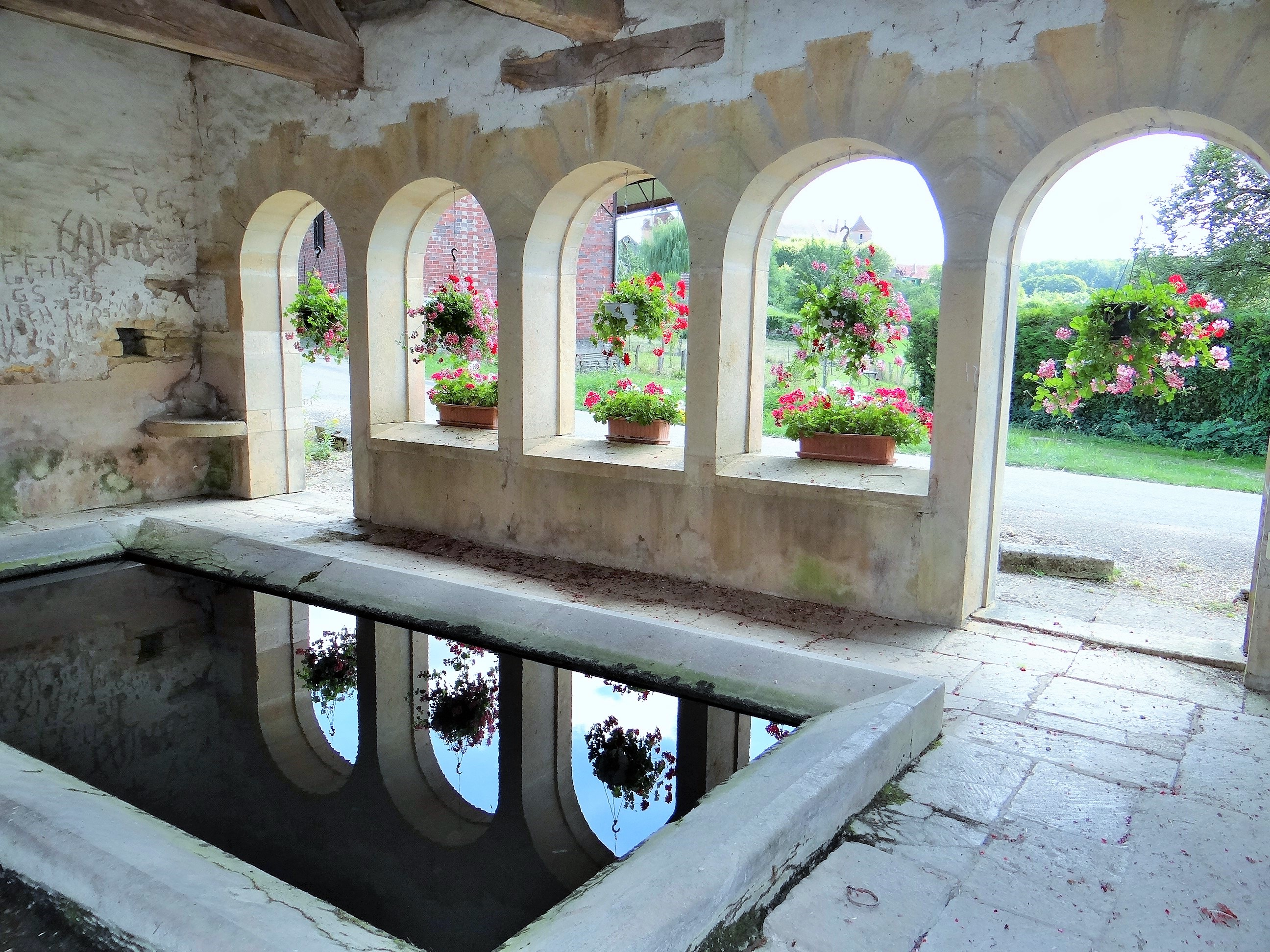
Lavoir.

## Personnalités liées à la commune
- François Garnier, né en 1798, a fondé en 1835 à Paris avec les frères Gariel une maison de travaux publics. Cette entreprise, connue pour exploiter le ciment romain (ou ciment prompt), sous l'appellation de "ciment de Vassy", a participé aux Transformations de Paris sous le Second Empire, les ingénieurs des Ponts et Chaussées lui confiant la construction ainsi que la rénovation des ponts et des égouts de la capitale. La maison Gariel eut jusqu'à mille ouvriers à Paris et autant en province.

Député d'Avallon de 1846 à 1848, François Garnier a soutenu la politique de Guizot jusqu'à la Révolution française de 1848. Il a construit à Marmeaux, où il avait été berger durant son enfance, une ferme modèle.
- Son fils Etienne-Henri Garnier a été élu député d'Avallon de 1876 à 1877 et de 1884 à 1885. Élève de l'École polytechnique, il fit carrière dans l'administration préfectorale.

## Pour approfondir